# 裴昌彩
裴昌彩（1977年—），江苏泗洪人，汉族，中华人民共和国政治人物、第十二届全国人民代表大会江苏地区代表。
毕业于中央广播电视大学小学教育专业。担任江苏省泗洪县界集镇实验小学副校长。2008年起担任全国人大代表。2013年，被选为全国人大代表。